# Rozenvlekmot
De rozenvlekmot (Coptotriche angusticollella) is een vlinder uit de familie vlekmineermotten (Tischeriidae). De wetenschappelijke naam is voor het eerst geldig gepubliceerd in 1843 door Duponchel.
De soort komt voor in Europa.